# Brodie Haig
Arthur Brodie Haig, KCB, MC&Bar (* 31. Januar 1886 in Kensington, London; † 9. Februar 1957) war ein britischer General der Britisch-Indischen Armee und zuletzt zwischen 1941 und 1942 Oberkommandierender des Süd-Kommandos der Britisch-Indischen Armee.

## Leben

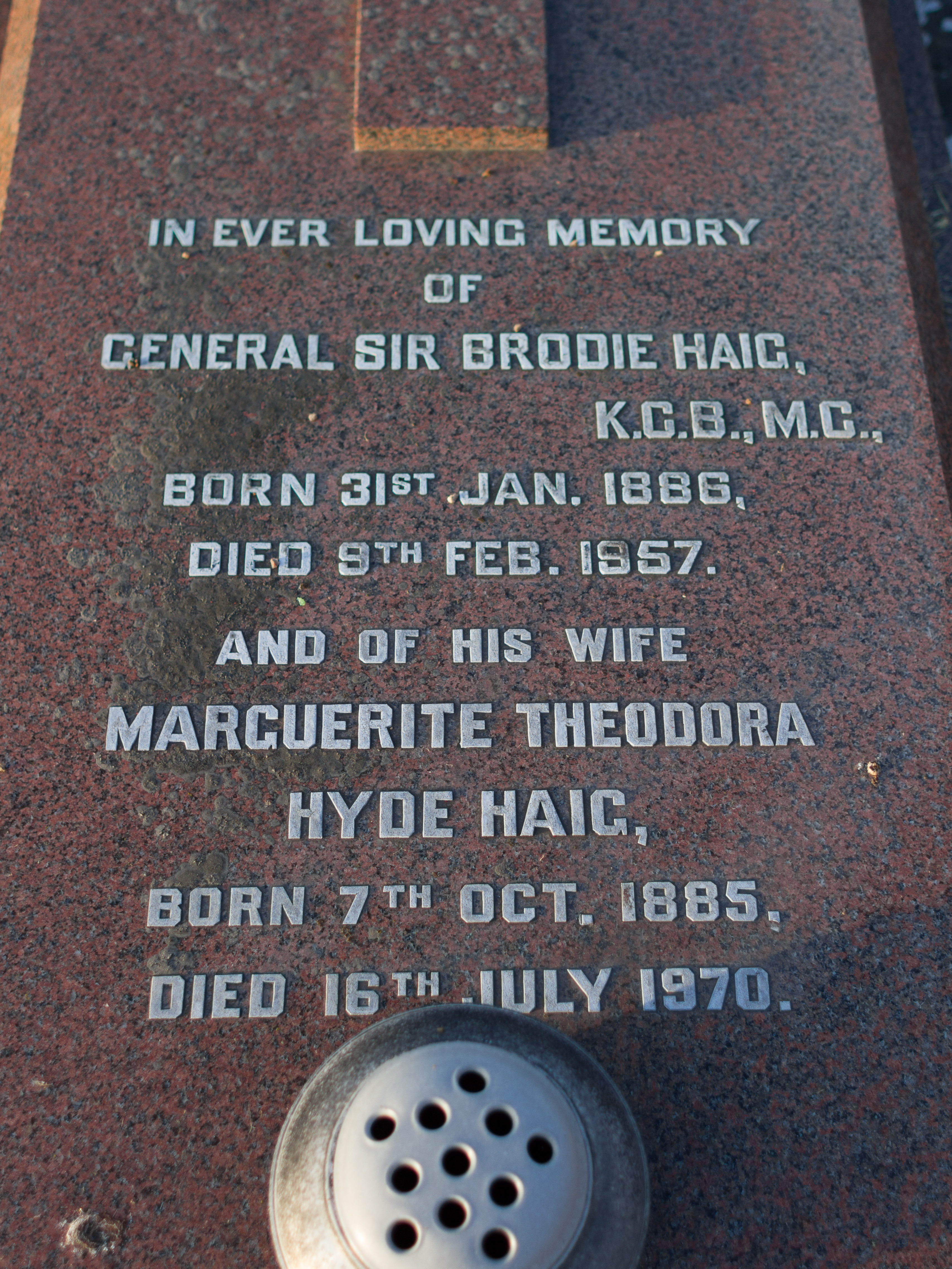
Grabmal von General Brodie Haig auf dem La Croix Cemetery in Grouville auf der Kanalinsel Jersey

Arthur Brodie Haig absolvierte nach dem Schulbesuch eine Offiziersausbildung am Royal Military College Sandhurst. Nach deren Abschluss wurde er 1905 als Leutnant (Second Lieutenant) in die Britisch-Indische Armee (Indian Army) übernommen, die Streitkräfte in der Kronkolonie Britisch-Indien. Er diente im Infanterieregiment 24th Punjabis und nahm nach weiteren Verwendungen als Offizier und Stabsoffizier am Ersten Weltkrieg teil, wo er an der Mesopotamienfront diente. Während der Schlacht von Shaiba (12. bis 14. April 1915) wurde er verwundet und mit dem Military Cross (MC) ausgezeichnet. Im Einsatz an der Belagerung von Kut (7. Dezember 1915 bis 29. April 1916) geriet er in Kriegsgefangenschaft und wurde ihm nach seiner Flucht eine Spange (Bar) zum Military Cross verliehen. Nach späteren Verwendungen als Instrukteur am Staff College Quetta sowie im 14th Punjab Regiment absolvierte er von 1929 bis 1930 einen Lehrgang am Imperial Defence College (IDC) in London.
Danach kehrte Haig nach Britisch-Indien zurück und war dort zwischen 1930 und 1932 Kommandeur (Commanding Officer) des 4. Bataillons des 14th Punjab Regiment sowie im Anschluss als Brigadegeneral (Brigadier) von Oktober 1933 bis Februar 1936 Kommandeur der 7th Dehra Dun Brigade. Anschließend fungierte er als Generalmajor (Major-General) zwischen Februar 1936 und April 1937 als Stellvertretender Adjutant und Generalquartiermeister des Ost-Kommandos der Britisch-Indien Armee (Deputy Adjutant & Quartermaster-General Eastern Command, Indian Army) und danach von April 1937 bis März 1940 als Kommandant des Staff College Quetta. Im Anschluss war er als Generalleutnant (Lieutenant-General) zunächst zwischen März 1940 und Mai 1941 Generalquartiermeister der Britisch-Indischen Armee (Quartermaster-General, Army Headquarters Indian Army) sowie daraufhin von Mai bis Oktober 1941 Generaladjutant der Britisch-Indischen Armee (Adjutant-General, Army Headquarters Indian Army).
Zuletzt löste General Brodie Haig im Oktober 1941 General Thomas Riddell-Webster als Oberkommandierender des Süd-Kommandos der Britisch-Indischen Armee (General Officer Commanding in Chief Southern Command, Indian Army) ab und verblieb in dieser Verwendung bis zu seinem Eintritt in den Ruhestand im Juni 1942, woraufhin Generalleutnant Noel Beresford-Peirse seine dortige Nachfolge antrat. Mit seinem Ausscheiden aus dem aktiven Militärdienst wurde er am 11. Juni 1942 zum Knight Commander des Order of the Bath (KCB) geschlagen und führte seither den Namenszusatz Sir.
Haig war bis zu seinem Tode am 9. Februar 1957 mit Margeruite Theodora Hyde Haig verheiratet. Nach seinem Tode wurde er auf dem La Croix Cemetery in Grouville auf der Kanalinsel Jersey beigesetzt.